# 忍町 (姫路市)
忍町（しのぶまち）は兵庫県姫路市の町名。郵便番号670-0917。

## 地理
忍町は姫路市内の十二所前線の南側、山陽姫路駅の西側、船場川の東側に位置する。ただし十二所神社（敷地の南部を除く）およびお菊神社は北に接する十二所前町に属する。東に南町および西駅前町、南に久保町、船場川を挟んで西に福沢町と接する。江戸時代は内町南方の飾万津口に含まれた。

## 歴史
慶安元年（1648年）ごろ、姫路城外曲輪外の飾磨津門西側にあった薬師寺を飾西郡栗山（現在の姫路市手柄付近）に移転させ、その跡地に侍屋敷を置き、忍びの者を配したのが町名の由来とされる。江戸時代の絵図には他に「志のふ町」という表記もある。この場所は外堀に隣接しており外部を巡回するのに適した位置に設けられている。他に本多氏時代（再封時）の城下町絵図には城の東側で外京口門の先にある橋本町付近に「忍」と記された二つの小区画が記されている。またここは姫路城の裏鬼門に相当し、対になる鬼門に相当する竹の門付近に伊賀屋敷を設けたとされる。
江戸時代は飾万街道沿いの「飾万津町」20町に含まれ、姫路藩町奉行所の管轄下で飾万津町会所（現在の飾磨区東堀に所在）の支配下に置かれた。 寛延2年（1749年）の大洪水で被災したのち、宝暦5年（1755年）には長屋20戸の家中（藩士）の屋敷があったと記録されているが、酒井氏時代の絵図では町人地と区分されている。
（姫路藩に忍者がいたこと自体は、池田輝政時代の分限帳に「伊賀者」の存在が、また本多氏時代（初封・再封時共）の分限帳に「忍術同心」の存在が記されている。『姫路城史』において松平明矩の時代に「忍󠄄の者」が用いられた記録や、酒井忠恭が加藤市右衛門という者から忍術を習ったりその養子・加藤傳蔵が忍術をよくするとして召し抱えたといった記述が残っている）
大区小区制については飾磨県にあっては第八大区第六小区に、兵庫県にあっては播磨国第八大区第一小区に属した。1875年（明治8年）、忍町ほか6か町村が合併して豊澤村となり、1889年（明治22年）には合併で国衙村となる。1912年（明治45年）4月に国衙村より分離して姫路市に合併した際に忍町の町名が復活する。1913年（大正2年）9月から1914年（大正3年）2月にかけて、十二所神社南側から飾磨津門にかけての外堀を埋め立てて忍町に編入する。
第二次世界大戦末期の1945年7月3日深夜の姫路空襲により全域が被災。戦後は戦災復興都市計画による大幅な区画整理が行われ、南隣の久保町が卸市場街として発展するのに合わせて忍町にも卸市場が拡大し発展したが、1957年（昭和32年）に東延末に市営の中央卸売市場が開設されたことで忍町の市場街としての機能が低下した。以後も小売店が並ぶ個人向けの市場として、下町的な雰囲気を持つ。
1984年（昭和59年）9月21日には区画整理完了による換地処分が行われ、一部が西駅前町・久保町・十二所前町の一部となり、同時に豆腐町・久保町・千代田町・十二所前町・南町および大蔵前町のそれぞれ一部が忍町に編入されている。
令和時代にあっては、地域おこしに際して町名にちなんで三重より伊賀忍者のサークルを招聘するなどの活動も行われている。
（節全体の出典：）

## 世帯数と人口
2023年（令和5年）9月30日現在の世帯数と人口は以下の通りである。
| 丁目 | 世帯数  | 人口  |
| ---- | ------- | ----- |
| 忍町 | 351世帯 | 492人 |

それ以前の世帯数と人口は以下の通りである。
| 調査年             | 世帯数  | 人口  | 備考       | 出典   |
| ------------------ | ------- | ----- | ---------- | ------ |
| 1921年（大正10年） | 128世帯 | 443人 | 町域変更前 | [ 25 ] |
| 1927年（昭和2年）  | 141世帯 | 522人 | 町域変更前 | [ 20 ] |
| 1949年（昭和24年） | 73世帯  | 323人 | 町域変更前 | [ 26 ] |
| 1951年（昭和26年） | 108世帯 | 455人 | 町域変更前 | [ 27 ] |
| 1961年（昭和36年） | 160世帯 | 706人 | 町域変更前 | [ 20 ] |
| 1978年（昭和53年） | 135世帯 | 466人 | 町域変更前 | [ 28 ] |
| 1984年（昭和59年） | 197世帯 | 535人 | 町域変更後 | [ 28 ] |
| 1989年（平成元年） | 228世帯 | 521人 | 町域変更後 | [ 28 ] |
| 1997年（平成9年）  | 248世帯 | 485人 | 町域変更後 | [ 29 ] |
| 2007年（平成19年） | 226世帯 | 367人 | 町域変更後 | [ 30 ] |

## 小・中学校の学区
市立小・中学校に通う場合、学区は以下の通りとなる。
| 番地                   | 義務教育学校/小学校・中学校 | 義務教育学校/小学校・中学校 | 備考                                      |
| ---------------------- | --------------------------- | --------------------------- | ----------------------------------------- |
| 忍町（以下を除く全域） | 姫路市立白鷺小中学校        | 姫路市立白鷺小中学校        |                                           |
| 忍町176～182、186～221 | 姫路市立船場小学校          | 姫路市立琴陵中学校          | 校区外就学手続きにより 白鷺小中への変更可 |

## 交通

### 道路
- 忍町通り
- 姫路市道十二所前線（北辺）
- くまたか門筋

## 施設
- 十二所神社（敷地の一部）
- 伊予銀行姫路支店
- 日本政策金融公庫姫路支店
- 東横イン姫路駅新幹線北口

### かつての施設
- 靄楽園（あいらくえん） - 十二所神社南側にあった姫路藩家老・本多氏の下屋敷を改装した料亭旅館。まねき食品初代の妻の実家が経営し（後にまねきの前身・ひさごが経営[33]）、播州一円の政財界の社交場となり姫路の名所といわれるほどの料理旅館であった[34]が、姫路空襲により焼失[33]。
- 大劇会館 - 映画館等のレジャービル。2015年閉鎖。
- 姫路市立高等女学校（現・姫路市立琴丘高等学校、旧大蔵町域）[35]
- 姫路電球株式会社（現・ウシオ電機、旧大蔵町域）[36]